# Mariene ecoregio Egeïsche zee
De Mariene ecoregio Egeïsche zee (31) (Engels: Aegean Sea marine ecoregion) is een biogeografische regio en ligt in het oosten van de Middellandse Zee in de Mariene provincie Middellandse Zee (4) in het Marien rijk Gematigde Noordelijke Atlantische Oceaan. De mariene ecoregio is vastgesteld door het World Wide Fund for Nature en The Nature Conservancy en is vernoemd naar de Egeïsche Zee.
In het noordoosten grenst het gebied aan de mariene ecoregio Zwarte Zee (44), in het zuidoosten en zuiden aan de mariene ecoregio Levantijnse Zee (32) en in het westen aan de mariene ecoregio Ionische Zee (34). Naar het zuidwesten ligt de mariene ecoregio Tunesisch Plateau/Golf van Sidra (33).

## Geografie
De mariene ecoregio ligt in het oosten van de Middellandse Zee in het oosten van Griekenland en voor de westkust van Turkije. Het gebied omvat de Egeïsche Zee en de Kretenzische Zee en strekt zich uit van de Bosporus, de Zee van Marmara en de Dardanellen in het noordoosten tot ten zuiden van het eiland Kreta.
Het gebied kenmerkt zich door slechts lokale zeestromingen in deze zee.

## Biogeografie
Het gebied kent zeeleven dat houdt van gematigde temperaturen.